# Nankoku
Nankoku (南国市?) è una città giapponese della prefettura di Kōchi.

## persone
Hiroshi Miyama

## punti Attrazioni
Zenjibuji
castello Okò